# Llista de corals harmonitzats (Bach)
El repertori del coral luterà va culminar en l'època de Johann Sebastian Bach que, a més de compondre'n una trentena, va fer més de 400 harmonitzacions del repertori coral existent. Els trobem en les seves cantates i passions, i que també tractaria en diverses obres per a orgue. Aquestes versions s'han convertit en el repertori bàsic de l'església luterana que ha arribat fins als nostres dies, i també és present en el repertori musical de la major part dels organistes de les esglésies catòliques.
A continuació es detalla la llista de corals harmonitzats per Johann Sebastian Bach d'acord amb el catàleg BWV de la seva obra.

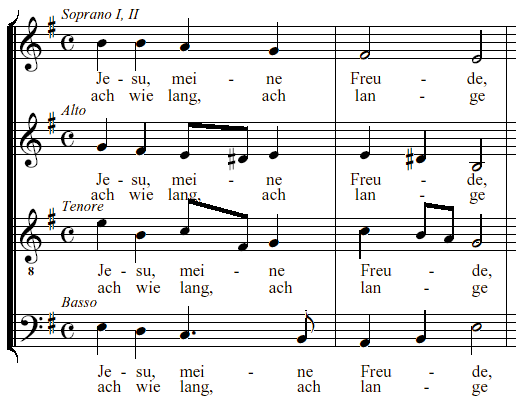
Coral del motet Jesu, meine Freude, BWV 227

## Corals (250-438)
- BWV 250 - Was Gott tut das ist wohlgetan
- BWV 251 - Sei Lob und Ehr' Dem höchsten Gut
- BWV 252 - Nun danket alle Gott
- BWV 253 - Ach bleib bei uns, Herr Jesu Christ
- BWV 254 - Ach Gott, erhör' mein Seufzen
- BWV 255 - Ach Gott und Herr
- BWV 256 - Ach lieben Christen, seid getrost
- BWV 257 - Wär Gott nicht mit uns diese Zeit
- BWV 258 - Wo Gott der Herr nicht bei uns hält
- BWV 259 - Ach, was soll ich Sünder machen
- BWV 260 - Allein Gott in der Höh' sei Ehr´
- BWV 261 - Allein zu dir, Herr Jesu Christ
- BWV 262 - Alle Menschen müssen sterben
- BWV 263 - Alles ist an Gottes Segen
- BWV 264 - Als der gütige Gott
- BWV 265 - Als Jesus Christus in der Nacht
- BWV 266 - Als vierzig Tag nach Ostern
- BWV 267 - An Wasserflüssen Babylon
- BWV 268 - Auf, auf, mein Herz, und du mein ganzer Sinn
- BWV 269 - Aus meines Herzens Grunde
- BWV 270 - Befiehl du deine Wege
- BWV 271 - Befiehl du deine Wege
- BWV 272 - Befiehl du deine Wege
- BWV 273 - Christ, der du bist der helle Tag
- BWV 274 - Christe, der du bist Tag und Licht
- BWV 275 - Christe, du Beistand deiner Kreuzgemeinde
- BWV 276 - Christ ist erstanden
- BWV 277 - Christ lag in Todesbanden
- BWV 278 - Christ lag in Todesbanden
- BWV 279 - Christ lag in Todesbanden
- BWV 280 - Christ, unser Herr, zum Jordan kam
- BWV 281 - Christus, der ist mein Leben
- BWV 282 - Christus, der ist mein Leben
- BWV 283 - Christus, der uns selig macht
- BWV 284 - Christus, ist erstanden, hat überwunden
- BWV 285 - Da der Herr Christ zu Tische saß
- BWV 286 - Danket dem Herren
- BWV 287 - Dank sei Gott in der Höhe
- BWV 288 - Das alte Jahr vergangen ist
- BWV 289 - Das alte Jahr vergangen ist
- BWV 290 - Das walt' Gott Vater und Gott Sohn
- BWV 291 - Das walt' mein Gott, Vater, Sohn und heiliger Geist
- BWV 292 - Den Vater dort oben
- BWV 293 - Der du bist drei in Einigkeit
- BWV 294 - Der Tag, der ist so freudenreich
- BWV 295 - Des heil'gen Geistes reiche Gnad´
- BWV 296 - Die Nacht ist kommen
- BWV 297 - Die Sonn' hat sich mit ihrem Glanz
- BWV 298 - Dies sind die heil'gen zehn Gebot´
- BWV 299 - Dir, dir, Jehova, will ich singen
- BWV 300 - Du grosser Schmerzensmann
- BWV 301 - Du, o schönes Weltgebäude
- BWV 302 - Ein' feste Burg ist unser Gott
- BWV 303 - Ein' feste Burg ist unser Gott
- BWV 304 - Eins ist Not! ach Herr, dies Eine
- BWV 305 - Erbarm' dich mein, o Herre Gott
- BWV 306 - Erstanden ist der heil'ge Christ
- BWV 307 - Es ist gewisslich an der Zeit
- BWV 308 - Es spricht der Unweisen Mund wohl
- BWV 309 - Es stehn vor Gottes Throne
- BWV 310 - Es wird schier der letzte Tag herkommen
- BWV 311 - Es woll' uns Gott genädig sein
- BWV 312 - Es woll' uns Gott genädig sein
- BWV 313 - Für Freuden lasst uns springen
- BWV 314 - Gelobet seist du, Jesu Christ
- BWV 315 - Gib dich zufrieden und sei stille
- BWV 316 - Gott, der du selber bist das Licht
- BWV 317 - Gott, der Vater, wohn' uns bei
- BWV 318 - Gottes Sohn ist kommen
- BWV 319 - Gott hat das Evangelium
- BWV 320 - Gott lebet noch
- BWV 321 - Gottlob, es geht nunmehr zu Ende
- BWV 322 - Gott sei gelobet und gebenedeiet/Meine Seele erhebet den Herrn
- BWV 323 - Gott sei uns gnädig
- BWV 324 - Meine Seele erhebet den Herrn
- BWV 325 - Heilig, heilig
- BWV 326 - Herr Gott, dich loben alle wir
- BWV 327 - Für deinen Thron tret' ich hiermit
- BWV 328 - Herr, Gott, dich loben wir
- BWV 329 - Herr, ich denk' an jene Zeit
- BWV 330 - Herr, ich habe missgehandelt
- BWV 331 - Herr, ich habe missgehandelt
- BWV 332 - Herr Jesu Christ, dich zu uns wend
- BWV 333 - Herr Jesu Christ, du hast bereit't
- BWV 334 - Herr Jesu Christ, du höchstes Gut
- BWV 335 - Herr Jesu Christ, mein's Lebens Licht
- BWV 336 - Herr Jesu Christ, wahr'r Mensch und Gott
- BWV 337 - Herr, nun lass in Frieden
- BWV 338 - Herr, straf mich nicht in deinem Zorn
- BWV 339 - Herr, wie du willst, so schick's mit mir
- BWV 340 - Herzlich lieb hab ich dich, o Herr
- BWV 341 - Heut' ist, o Mensch, ein grosser Trauertag
- BWV 342 - Heut' triumphieret Gottes Sohn
- BWV 343 - Hilf, Gott, dass mir's gelinge
- BWV 344 - Hilf, Herr Jesu, lass gelingen
- BWV 345 - Ich bin ja, Herr, in deiner Macht
- BWV 346 - Ich dank' dir Gott für all' Wohltat
- BWV 347 - Ich dank' dir, lieber Herre
- BWV 348 - Ich dank' dir, lieber Herre
- BWV 349 - Ich dank' dir schon durch deinen Sohn
- BWV 350 - Ich danke dir, o Gott, in deinem Throne
- BWV 351 - Ich hab' mein' Sach' Gott heimgestellt
- BWV 352 - Jesu, der du meine Seele
- BWV 353 - Jesu, der du meine Seele
- BWV 354 - Jesu, der du meine Seele
- BWV 355 - Jesu, der du selbsten wohl
- BWV 356 - Jesu, du mein liebstes Leben
- BWV 357 - Jesu, Jesu, du bist mein
- BWV 358 - Jesu, meine Freude
- BWV 359 - Jesu meiner Seelen Wonne
- BWV 360 - Jesu, meiner Freuden Freude
- BWV 361 - Jesu, meines Herzens Freud´
- BWV 362 - Jesu, nun sei gepreiset
- BWV 363 - Jesus Christus, unser Heiland
- BWV 364 - Jesus Christus, unser Heiland
- BWV 365 - Jesus, meine Zuversicht
- BWV 366 - Ihr Gestirn', ihr hohlen Lüfte
- BWV 367 - In allen meinen Taten
- BWV 368 - In dulci jubilo
- BWV 369 - Keinen hat Gott verlassen
- BWV 370 - Komm, Gott Schöpfer, heiliger Geist
- BWV 371 - Kyrie, Gott Vater in Ewigkeit
- BWV 372 - Lass, o Herr, dein Ohr sich neigen
- BWV 373 - Liebster Jesu, wir sind hier
- BWV 374 - Lobet den Herren, denn er ist freundlich
- BWV 375 - Lobt Gott, ihr Christen, allzugleich
- BWV 376 - Lobt Gott, ihr Christen, allzugleich
- BWV 377 - Mach's mit mir, Gott, nach deiner Güt´
- BWV 378 - Meine Augen schliess' ich jetzt
- BWV 379 - Meinen Jesum lass' ich nicht, Jesus
- BWV 380 - Meinen Jesum lass' ich nicht, weil
- BWV 381 - Meines Lebens letzte Zeit
- BWV 382 - Mit Fried' und Freud' ich fahr' dahin
- BWV 383 - Mitten wir im Leben sind
- BWV 384 - Nicht so traurig, nicht so sehr
- BWV 385 - Nun bitten wir den heiligen Geist
- BWV 386 - Nun danket alle Gott
- BWV 387 - Nun freut euch, Gottes Kinder all'
- BWV 388 - Nun freut euch, lieben Christen g'mein
- BWV 389 - Nun lob', mein' Seel', den Herren
- BWV 390 - Nun lob', mein Seel', den Herren
- BWV 391 - Nun preiset alle Gottes Barmherzigkeit
- BWV 392 - Nun ruhen alle Wälder
- BWV 393 - O Welt, sieh hier dein Leben
- BWV 394 - O Welt, sieh hier dein Leben
- BWV 395 - O Welt, sieh hier dein Leben
- BWV 396 - Nun sich der Tag geendet hat
- BWV 397 - O Ewigkeit, du Donnerwort
- BWV 398 - O Gott, du frommer Gott
- BWV 399 - O Gott, du frommer Gott
- BWV 400 - O Herzensangst, o Bangigkeit
- BWV 401 - O Lamm Gottes, unschuldig
- BWV 402 - O Mensch, bewein' dein' Sünde gross
- BWV 403 - O Mensch, schaue Jesum Christum an
- BWV 404 - O Traurigkeit, o Herzeleid
- BWV 405 - O wie selig seid ihr doch, ihr Frommen
- BWV 406 - O wie selig seid ihr doch, ihr Frommen
- BWV 407 - O wir armen Sünder
- BWV 408 - Schaut, ihr Sünder
- BWV 409 - Seelen-Bräutigam
- BWV 410 - Sei gegrüsset, Jesu gütig
- BWV 411 - Singet dem Herrn ein neues Lied
- BWV 412 - So gibst du nun, mein Jesu, gute Nacht
- BWV 413 - Sollt' ich meinem Gott nicht singen
- BWV 414 - Uns ist ein Kindlein heut' gebor'n
- BWV 415 - Valet will ich dir geben
- BWV 416 - Vater unser im Himmelreich
- BWV 417 - Von Gott will ich nicht lassen
- BWV 418 - Von Gott will ich nicht lassen
- BWV 419 - Von Gott will ich nicht lassen
- BWV 420 - Warum betrübst du dich, mein Herz
- BWV 421 - Warum betrübst du dich, mein Herz
- BWV 422 - Warum sollt' ich mich denn grämen
- BWV 423 - Was betrübst du dich, mein Herze
- BWV 424 - Was bist du doch, o Seele, so betrübet
- BWV 425 - Was willst du dich, o meine Seele
- BWV 426 - Weltlich Ehr' und zeitlich Gut
- BWV 427 - Wenn ich in Angst und Not
- BWV 428 - Wenn mein Stündlein vorhanden ist
- BWV 429 - Wenn mein Stündlein vorhanden ist
- BWV 430 - Wenn mein Stündlein vorhanden ist
- BWV 431 - Wenn wir in höchsten Nöten sein
- BWV 432 - Wenn wir in höchsten Nöten sein
- BWV 433 - Wer Gott vertraut, hat wohl gebaut
- BWV 434 - Wer nur den liebe Gott lässt walten
- BWV 435 - Wie bist du, Seele, in mir so gar betrübt
- BWV 436 - Wie schön leuchtet der Morgenstern
- BWV 437 - Wir glauben all' an einen Gott
- BWV 438 - Wo Gott zum Haus nicht gibt sein' Gunst